# Absatzwirtschaft (Zeitschrift)
Die Absatzwirtschaft (Eigenschreibung: absatzwirtschaft) ist ein deutsches Fachmagazin, das sich mit Themen rund um Marketing, Vertrieb und Kommunikation beschäftigt. Es wurde 1958 gegründet. Die Zeitschrift gehört zur Handelsblatt Media Group und erscheint seit 2024 nur mehr digital. Die Printausgabe wurde im Rahmen eines umfassenden Relaunches eingestellt.

## Geschichte
Die Zeitschrift erschien erstmals am 15. April 1958 im Handelsblatt-Verlag. Erster Chefredakteur war Erhard Knoth und als Herausgeber fungierten die Arbeitsgemeinschaft Deutscher Verkaufsleiter-Clubs als Vorgängerverband des Deutschen Marketing-Verbands und die Absatzwirtschaftliche Gesellschaft Nürnberg.
Zur Leserschaft der Zeitschrift zählen laut Angaben des Magazins vor allem Manager und Entscheider aus den Bereichen Management, Marketing, Kommunikation und Vertrieb. Pro Jahr erschienen acht reguläre Ausgaben und zwei Sonderausgaben zum Marken-Award und zum Deutschen Marketing-Tag.
Ab Februar 2019 erschien die Zeitschrift bei Planet C, einer Tochtergesellschaft der Handelsblatt Media Group für Corporate Publishing. Herausgeber der Zeitschrift war weiterhin der Deutsche Marketing-Verband. Im Juni 2020 wurden Planet C und der Vermarkter Solutions zur Solutions by Handelsblatt Media Group zusammengelegt.

## Relaunch 2022
Im März 2022 wurde die Zeitschrift einem umfassenden Relaunch unterzogen. Unter der Leitung der neuen Chefredakteurin Christa Catharina Müller, die im Oktober 2021 von Meedia zur Absatzwirtschaft wechselte, wurde das Magazin neu konzipiert.
Ein zentrales Element des Relaunches war die Abkehr vom reinen Printformat hin zu einer verstärkten Digitalstrategie. Die Inhalte werden sowohl über die Webseite als auch über soziale Medien und spezielle Newsletter wie „Work & Culture“, „Tech Tuesday“, „Green Wednesday“ bereitgestellt. Der Relaunch umfasste zudem eine visuelle Neugestaltung des Magazins, einschließlich eines neuen Logos. Die Webseite wurde barrierearm gestaltet.

## Marken-Award
Seit 2001 verleiht das Magazin in Kooperation mit dem Bundesverband Marketing Clubs den Marken-Award. Dieser Preis zeichnet Leistungen in der Markenführung aus. Zu den Kategorien gehören unter anderem „Beste Markenführung“, „Beste Markenpersönlichkeit“ und „Gesellschaftliches Engagement einer Marke“.